# 무성 치 마찰음
무성 치 마찰음(無聲齒摩擦音)은 자음의 하나로 이에서 조음되는 무성 마찰음이다.

## 발음의 예
- 알바니아어, 웨일스어, 테와어: th에서 이 소리가 난다.
- 영어: thin의 th에서 이 소리가 난다.
- 현대 그리스어: θ에서 이 소리가 난다.
- 투르크멘어, 좡어: s에서 이 소리가 난다.
- 아랍어: ث에서 이 소리가 난다.
- 아이슬란드어: þ에서 이 소리가 난다.

## 같이 보기
- 유성 치 마찰음